# Waterloo (Illinois)
Waterloo település az Amerikai Egyesült Államok Illinois államában, Monroe megyében, melynek megyeszékhelye is. Lakosainak száma 11 013 fő (2020. április 1.).

## Népesség
A település népességének változása:

| 2010 | 9 811  |
| 2020 | 11 013 |